# Кунин, Люк
Люк Кунин  (англ. Luke Kunin; род. 4 декабря 1997, Честерфилд, Миссури, США) — американский хоккеист, игрок клуба НХЛ «Коламбус Блю Джекетс». Выступает на позиции центрфорварда. Чемпион мира среди молодёжных сборных 2017 года.

## Юниорская карьера
В сезоне 2015/16 Кунин выступал за команду «Висконсин Баджерс», представляющей в студенческой лиге Висконсинский университет в Мадисоне. В своём первом сезоне он забил девятнадцать шайб (3-й результат среди первокурсников), всего набрав 32 очка в 34 матчах. По итогам года он попал в символическую сборную Конференции Big Ten и был признан лучшим игроком на своей позиции..

## Карьера в НХЛ

### «Миннесота Уайлд»
На драфте НХЛ 2016 года он был выбран в первом раунде под 15-м номером руководством «Миннесоты».
Он дебютировал за «Уайлд» 20 октября 2017 года, что сделало тех  первой командой НХЛ, в которой одновременно бы выходили два еврейских спортсмена в одной команде. Вторым был Джейсон Цукер.
Спустя шесть дней Кунин записал на свой счёт первый гол, забив в ворота «Нью-Йорк Айлендерс».
29 октября 2017 года Кунин был отправлен в стан команды «Айова Уайлд», фарм-клуба «Миннесоты» в АХЛ. 4 января 2018 года получил приглашение на матч всех звёзд АХЛ. Кунин стал четвертым игроком в истории «Уайлд» после Алекса Така, Мэтта Дамбы и Густава Олофссона, которого пригласили на матч всех звезд. 28 февраля 2018 года Кунина вызвали в стан «Миннесоты», однако в конце сезона он получил разрыв связки в матче против «Детройт Ред Уингз» 4 марта 2018 года. Через месяц ему была проведена операция, а 8 октября ему было разрешено вернуться на лед. Сезон 2018/19 он начал в «Айове», однако 9 декабря был вызван на замену травмированному Микко Койву. Большую часть сезона провел в основной команде и набрал 17 (6+11) очков в 49 матчах. В сезоне 2019/20 провел за «Миннесоту» 63 матча и набрал 31 (15+16) очков. Всего за «Миннесоту Уайлд» провел 131 матч, в которых набрал 52 (23+29) очка.

### «Нэшвилл Предаторз»
7 октября 2020 года был обменян вместе со 101-м пиком Драфта НХЛ 2020 года в «Нэшвилл Предаторз» на нападающего Ника Бонино, 37-й и 70-й пики Драфта НХЛ 2020 года.
6 января 2021 года подписал двухлетний контракт с «Предаторз» на общую сумму $ 4,6 млн.

## В сборной
5 января 2017 года, будучи капитаном команды, Люк Кунин выиграл золотые медали чемпионата мира по хоккею среди игроков не старше 20 лет. В финале были повержены канадцы (5:4). Ранее он уже добивался подобного успеха с командами до 17 и 18 лет.

## Личная жизнь
Родился 4 декабря 1997 года в Миссури в еврейской семье. С детства занимался хоккеем.
В шестом классе Кунину был диагностирован сахарный диабет 1-го типа. Его друг и одноклубник Мэттью Ткачук  познакомил Кунина с хоккеистом Би-Джеем Кромбином, также страдающим от данного недуга. Это придало Кунину уверенности в себе и он передумал завершать спортивную карьеру из-за болезни.